# えびえ記念病院
えびえ記念病院（えびえきねんびょういん）は、医療法人社団萌彰会が大阪府大阪市福島区海老江に設置する病院。2022年5月1日、松本病院よりえびえ記念病院に名称変更。

## 概要
救急告示病院。24時間365日救急・急患の診療を行っている。

## 診療科
- 内科[3]
- 循環器内科[3]
- リハビリテーション科[3]
- 脳神経外科[3]
- 整形外科[3]
- 放射線科[3]

## 医療機関の認定
- 保険医療機関[3]
- 労災保険指定病院[3]
- 生活保護法指定病院(中国残留邦人等の円滑な帰国の促進並びに永住帰国した中国残留邦人等及び特定配偶者の自立の支援に関する法律(平成6年法律第30号)に基づく指定医療機関を含む。)[3]
- 結核指定病院[3]
- 原子爆弾被害者一般疾病医療取扱病院[3]
- 公害医療機関[3]
- このほか、各種法令による指定・認定病院であるとともに、各学会の認定施設でもある。

## 交通アクセス
- Osaka Metro千日前線「野田阪神駅」2番出口階段をあがって左へ３分
- 阪神本線「野田駅」改札前階段を降りて右へ３分
- JR東西線「海老江駅」1番出口階段をあがって左へ３分

## 周辺
- イオン野田阪神店
- ヤマダデンキテックランド大阪野田店
- 国道2号線